# Procladius simplicistilus
Procladius simplicistilus är en tvåvingeart som beskrevs av Freeman 1948. Procladius simplicistilus ingår i släktet Procladius, och familjen fjädermyggor. Arten har ej påträffats i Sverige.